# Dom Mintoff
Domenico Mintoff, detto Dom (Cospicua, 6 agosto 1916 – Tarxien, 20 agosto 2012), è stato un politico maltese, a capo del Partito Laburista dal 1949 fino al 1984 e primo ministro di Malta nel periodo coloniale dal 1955 al 1958 ed ancora, dopo l'indipendenza, dal 1971 al 1984.
Il suo mandato di governo ha visto la creazione di uno stato sociale maltese, la nazionalizzazione di grandi società, un sostanziale aumento del tenore di vita generale e l'istituzione della repubblica maltese,, ma è stato successivamente offuscato da un'economia stagnante, un aumento dell'autoritarismo e la tendenza alla violenza politica.

## Biografia

### Formazione e vita privata
Domenico Mintoff nasce durante la prima guerra mondiale a Cospicua, città famosa per il porto ed i cantieri navali di Malta. Suo padre è un cuoco navale, mentre sua madre presta denaro.
Dopo aver frequentato il seminario vescovile, Mintoff abbandonò l'idea di diventare sacerdote e si iscrisse all'Università di Malta, dove si laureò in architettura e ingegneria civile.
Nello stesso anno gli fu assegnata una Rhodes Scholarship, che gli permise di continuare i suoi studi all'Hertford College, presso l'Università di Oxford, dove conseguì un Master in Science and Engineering nel 1943.
Durante la sua permanenza in Inghilterra conobbe e sposò nel 1947 Moira de Vere Bentinck, da cui in seguito ebbe due figlie, Yana e Joan.
Soprannominato Il-Perit (L'Architetto) e Tal-Pipa (Il fumatore di pipa), ha sempre avuto un grande interesse per i cavalli ed è divenuto famoso per l'abitudine di indossare ai comizi una massiccia fibbia ornata da un'insegna equestre. Oltre a quella per i cavalli, altre passioni che ha amato coltivare sono la lettura, il gioco delle bocce tradizionale (il-boċċi), ed il nuoto, cui si dedicava quotidianamente facendo almeno una nuotata ogni giorno, davanti alla spiaggia di It-Tawwalija a Delimara, presso Marsaxlokk. L'epiteto che preferiva riservare più spesso ai suoi avversari era ġidra (rapa), che in lingua maltese suona come "stupido" o "ignorante".
I maltesi ancora ricordano bene che, durante la cosiddetta "guerra politico-religiosa", i suoi seguaci rimpiazzarono le effigi dei santi con i suoi ritratti, che venivano adornati con fiori e candele, in dispettosa reazione contro le autorità ecclesiastiche, che in quel momento si opponevano fortemente alla sua politica.

### Carriera nel partito laburista
Mintoff entrò in politica nel 1935, quando divenne vicesegretario della sezione di Cospicua del Partito Laburista. Nel 1937 si dimise per motivi di studio, ma una volta tornato dall'estero, nel 1943, venne quasi immediatamente nominato segretario. La prima volta che Mintoff ricoprì una carica pubblica fu nel 1945, quando fu eletto al Consiglio di Governo all'interno della rappresentanza del Partito Laburista. Il suo mandato non durò molto, dato che la delegazione del partito si ritirò in segno di protesta contro i piani di dismissione dei cantieri imperiali di Valletta.
Al contempo Mintoff fu eletto vicesegretario nazionale del partito con un ampio margine di consenso, divenendo il successore designato, se non un immediato contendente, dell'allora segretario Paul Boffa. L'autonomia di Malta fu ripristinata solo nel 1947 ed alle elezioni di quell'anno il Partito Laburista ottenne la maggioranza assoluta, mentre l'opposizione uscì molto frammentata dalle consultazioni. Mintoff venne nominato vice-primo ministro e ministro dei lavori pubblici, con l'incarico di presiedere ai progetti di ricostruzione post-bellica.

### Primo mandato di governo (1955-1958)
Tuttavia la forte posizione di Mintoff e la sua ambizione provocarono una serie di crisi di governo e la scissione del partito laburista: Boffa, più favorevole al compromesso con l'autorità coloniale, rassegnò le sue dimissioni e formò il Partito dei Lavoratori di Malta (Malta Workers' Party, MWP), mentre Mintoff rifondava il Partito Laburista, assumendone la guida. Ciò determinò l'indebolimento di entrambe le parti, e fu solo nel 1955, dopo tre legislature, che Mintoff riuscì a tornare al governo come primo ministro.
Il punto principale del programma di governo laburista, l'integrazione nel Regno Unito con pari diritti e larga autonomia, portò ad un deterioramento delle relazioni con la Chiesa cattolica, che a seguito del piano di Mintoff avrebbe perso molto potere. Per questo motivo negli anni sessanta la Chiesa maltese, nella persona del arcivescovo Mons. Mikiel Gonzi, iniziò una lotta contro Mintoff e contro il Partito Laburista, lanciando un interdetto e giudicando caduto in peccato mortale chiunque appoggiasse e seguisse Dom Mintoff o anche solo chi leggesse giornali laburisti. Anche a causa di ciò, il Partito Laburista perse le elezioni del 1962 e del 1966 e boicottò le celebrazioni per l'indipendenza nel 1964 a causa di disaccordi con gli accordi di indipendenza che conferivano ancora una buona dose di potere al governo britannico.

### Secondo periodo di governo (1971-1987)
Primi due mandati

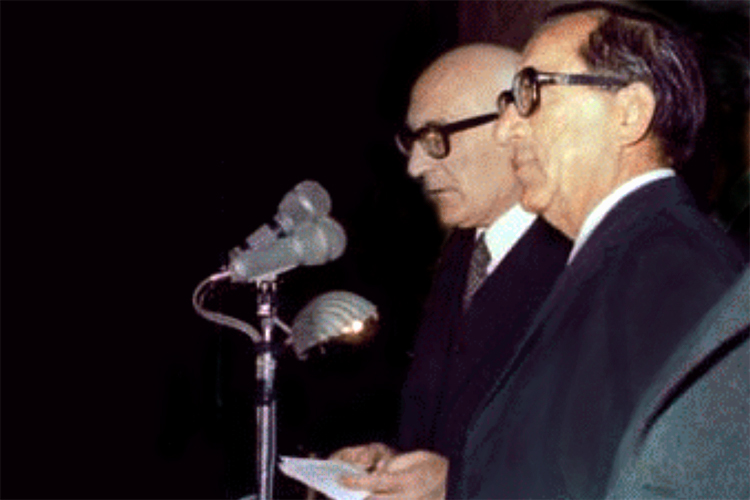
Proclamazione della Repubblica maltese, 1974: il presidente Anthony Mamo e il premier Dom Mintoff

In seguito alla revoca dell'interdizione nel 1964 e al miglioramento delle relazioni con la Chiesa cattolica nel 1969, Dom Mintoff tornò al posto di primo ministro quando il Labour vinse le elezioni del 1971, riconfermandosi nel 1976 con una chiara maggioranza.
Il governo del Labour attuò un programma di modernizzazione e lotta alla povertà, espandendo il settore pubblico e lo stato sociale per sostenere l'occupazione. Il governo introdusse anche programmi di nazionalizzazione in stile socialista, spesso in violazione dei diritti di proprietà, istituendo banche e compagnie pubbliche, tra cui Air Malta, che divenne la linea aerea nazionale. Il Labour introdusse inoltre schemi di sostituzione delle importazioni, tassando il commercio con l'estero per sostenere la produzione domestica. Nel diritto del lavoro, introdusse la parità salariale tra uomini e donne.
Tra i diritti civili, fu introdotto il matrimonio civile (non religioso) e depenalizzate omosessualità e adulterio. Attraverso un pacchetto di riforme costituzionali concordate con il Partito Nazionalista, infine, Malta si dichiarò una repubblica nel 1974, pure rimanendo nel Commonwealth britannico.
Mintoff mantenne anche l'incarico di ministro degli esteri fino al 1981. In tale ruolo, tra 1971 ed il 1972, condusse personalmente le trattative con il Regno Unito per la chiusura delle basi militari sull'isola. Nel 1979, l'ultima delle truppe navali britanniche lasciò Malta, un evento considerato dalla maggior parte dei commentatori come il culmine della sua carriera politica. Allo stesso tempo Mintoff ricevette molte critiche per la sua politica internazionale di non allineamento e di avvicinamento ai paesi comunisti, che pure inviarono aiuti al suo; specialmente furono criticati il dialogo con la Cina, per il quale fu accusato di essere un comunista, e quello con il colonnello libico Muammar Gheddafi.
Controversie politiche degli anni '80
In occasione delle elezioni del 1981, il Partito Nazionalista all'opposizione, guidato da un nuovo leader, lanciò una seria sfida a Mintoff. I nazionalisti ottennero la maggioranza assoluta dei voti che, però, a causa del meccanismo della nuova legge elettorale, si tramutarono in soli 31 seggi contro i 34 dei laburisti. Mintoff, pressato dall'opinione pubblica, dichiarò che avrebbe formato un governo di transizione, in attesa di nuove elezioni, che avrebbero dovuto essere convocate entro sei mesi.
Ciò nonostante, appena qualche giorno dopo, accettò l'invito del presidente della repubblica a formare un governo con pieni poteri ed a tempo indeterminato. Questo comportamento provocò un deterioramento dei rapporti fra i due partiti (il Partito Nazionalista boicottò il Parlamento) e condusse ad una crisi politica i cui effetti continuarono a farsi sentire fino alla fine degli anni '80, in coincidenza con la dura situazione economica derivante dalle scelte di pianificazione economica, volute da Mintoff fin dall'inizio del suo lungo secondo periodo di governo. I risultati più evidenti furono l'impoverimento della popolazione e l'aumento della violenza politica nelle strade, che si manifestò soprattutto nei gravi incidenti del Lunedì nero, quando una sommossa assaltò la residenza del capo dell'opposizione Eddie Fenech Adami.
Mintoff rimase primo ministro fino al 1984, periodo durante il quale sospese la Corte costituzionale.
Davanti a tali eventi Mintoff iniziò a preparare la propria successione: nel 1982 Karmenu Mifsud Bonnici, vicesegretario del partito dal 1980, venne designato segretario, eletto per cooptazione in parlamento e nominato ministro. Nel 1984, una volta dimessosi Mintoff, Mifsud Bonnici divenne primo ministro e segretario del partito; tuttavia il vecchio leader continuò a mantenere nelle sue mani le leve del potere, manovrando da dietro le quinte. 
Nel 1986, in seguito all'assassinio di un attivista del Partito nazionalista, iniziarono nuovi approcci e consultazioni fra il partito di governo e quello di opposizione, per cercare di riportare la situazione alla normalità. Fra i risultati vi furono alcune modifiche costituzionali in base alle quali fu possibile varare una legge elettorale con premio di maggioranza per la lista che avesse ottenuto più del 50% dei voti.
Mintoff fu ancora una volta determinante nel convincere il parlamento, a maggioranza laburista, ad approvare gli emendamenti, che consentirono finalmente al Partito nazionalista di vincere le elezioni nel 1987, in seguito alle quali i laburisti andarono all'opposizione per la prima volta dopo sedici anni.

### Politica estera

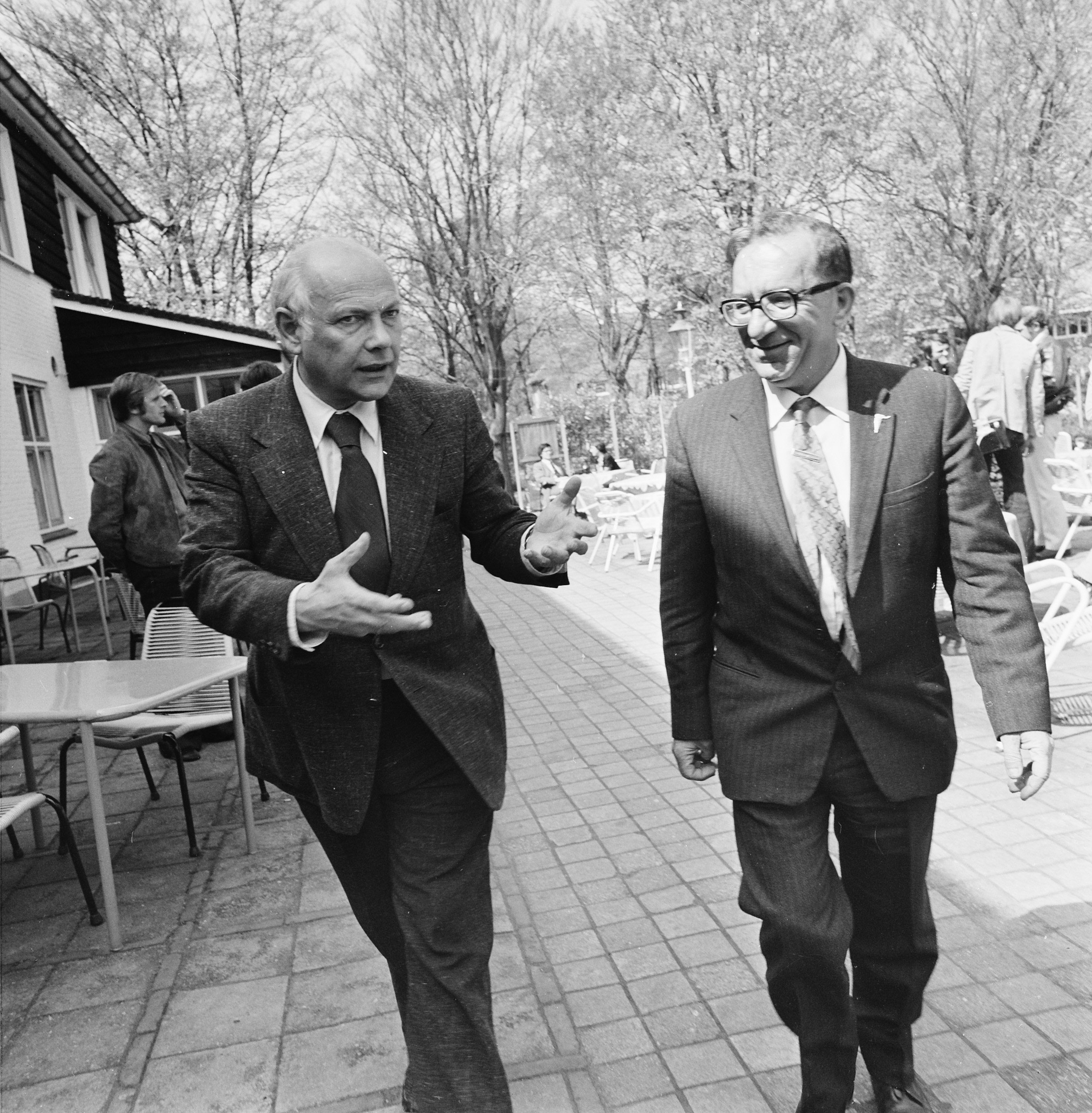
Mintoff con il premier olandese Joop den Uyl a L'Aja nel 1974

Dopo i tentativi iniziali di Mintoff di integrarsi con il Regno Unito si rivelarono infruttuosi, nel 1958 Mintoff si dimise da primo ministro e divenne uno strenuo difensore della decolonizzazione e dell'indipendenza maltese. Ritornato in carica nel 1971, iniziò immediatamente a rinegoziare l'accordo di difesa di Malta con la Gran Bretagna.
Le difficili negoziazioni con la Gran Bretagna, che in seguito portarono alla partenza delle forze britanniche nel 1979 (e alle conseguenti perdite in canoni di affitto delle basi), furono accompagnate da una politica di non allineamento da guerra fredda che vide Mintoff corteggiare Mao Zedong, Kim Il-sung, Nicolae Ceaușescu e Muʿammar Gheddafi; eppure, dopo l'intervento minaccioso della marina libica ai Banchi di Medina nel 1980, "con un decreto decise la espulsione dalla sera alla mattina di tutti i consiglieri libici che inquadravano la guardia nazionale, la Marina e gli elicotteri a disposizione della difesa maltese".
Rapporti della CIA recentemente declassificati mostrano i timori degli Stati Uniti che un governo guidato da Mintoff a Malta potesse vedere il paese cadere sotto la sfera di influenza sovietica. I rapporti mostrano anche che gli Stati Uniti stavano progettando di truccare le elezioni maltesi a favore dell'opposizione per far cadere il governo di Mintoff.
Mintoff si è opposto all'adesione di Malta all'Unione europea e alla zona euro, preoccupato per lo status di Malta come paese costituzionalmente neutrale.

### Ultimi anni in politica
Mintoff, durante il periodo del governo nazionalista (1987-1996), tenne un atteggiamento di basso profilo, con l'eccezione di un episodio del 1989, quando si oppose alla decisione dell'esecutivo di costruire una centrale elettrica presso Delimara, località balneare dove Mintoff aveva la sua villa.
La stampa maltese ed estera, però, continuò a sostenere che Mintoff detenesse la leadership de facto del partito, almeno fino al 1992. Quando i laburisti, nel 1996, tornarono al governo sotto la guida di Alfred Sant, sembrò che Mintoff si fosse finalmente deciso ad intraprendere la tranquilla vita del pensionato. Nei due anni seguenti sorsero numerose frizioni fra il nuovo capo del governo ed il vecchio Mintoff, anche perché il primo tentava di fare dimenticare la vecchia immagine statalista e oligarchica data al partito dal suo predecessore, il quale in pratica venne messo ai margini.
Queste frizioni si trasformarono in un aperto scontro quando, nel 1998, il governo prese la decisione di privatizzare le linee di navigazione e le infrastrutture portuali e cantieristiche, comprese quelle del porto delle cosiddette "Tre Città" (Cospicua, Vittoriosa e Senglea), dove Mintoff aveva da sempre avuto il suo bacino elettorale (i cantieri navali di Malta). Alla sua dura reazione rispose altrettanto duramente il primo ministro Sant, definendolo un traditore. La situazione sfuggì rapidamente di mano ad entrambi i contendenti e si risolse in una crisi di partito e, quindi, di governo, che causò le dimissioni dell'esecutivo ed il ricorso ad elezioni anticipate, le prime del dopo-guerra in cui sulla scheda elettorale non apparve il nome di Mintoff.
Il partito laburista, profondamente diviso, fu sonoramente battuto. Mintoff non fu ricandidato neanche alle elezioni del 2003, ed ha fatto la sua ultima apparizione politica durante la campagna elettorale per il Referendum sull'adesione di Malta all'Unione Europea, in cui si schierò contro l'adesione, l'opzione perdente. 
Con la sostituzione di Alfred Sant con Joseph Muscat nel 2008, c'è stato un riavvicinamento con i laburisti.

### Morte
Mintoff è stato portato in ospedale il 18 luglio 2012. Successivamente è stato dimesso il 4 agosto e ha trascorso il novantaseiesimo compleanno a casa, a Tarxien, dove è morto il 20 agosto. Il 25 agosto si sono tenuti i funerali di Stato, concessi dal governo di Malta.

## Eredità politica e memoria

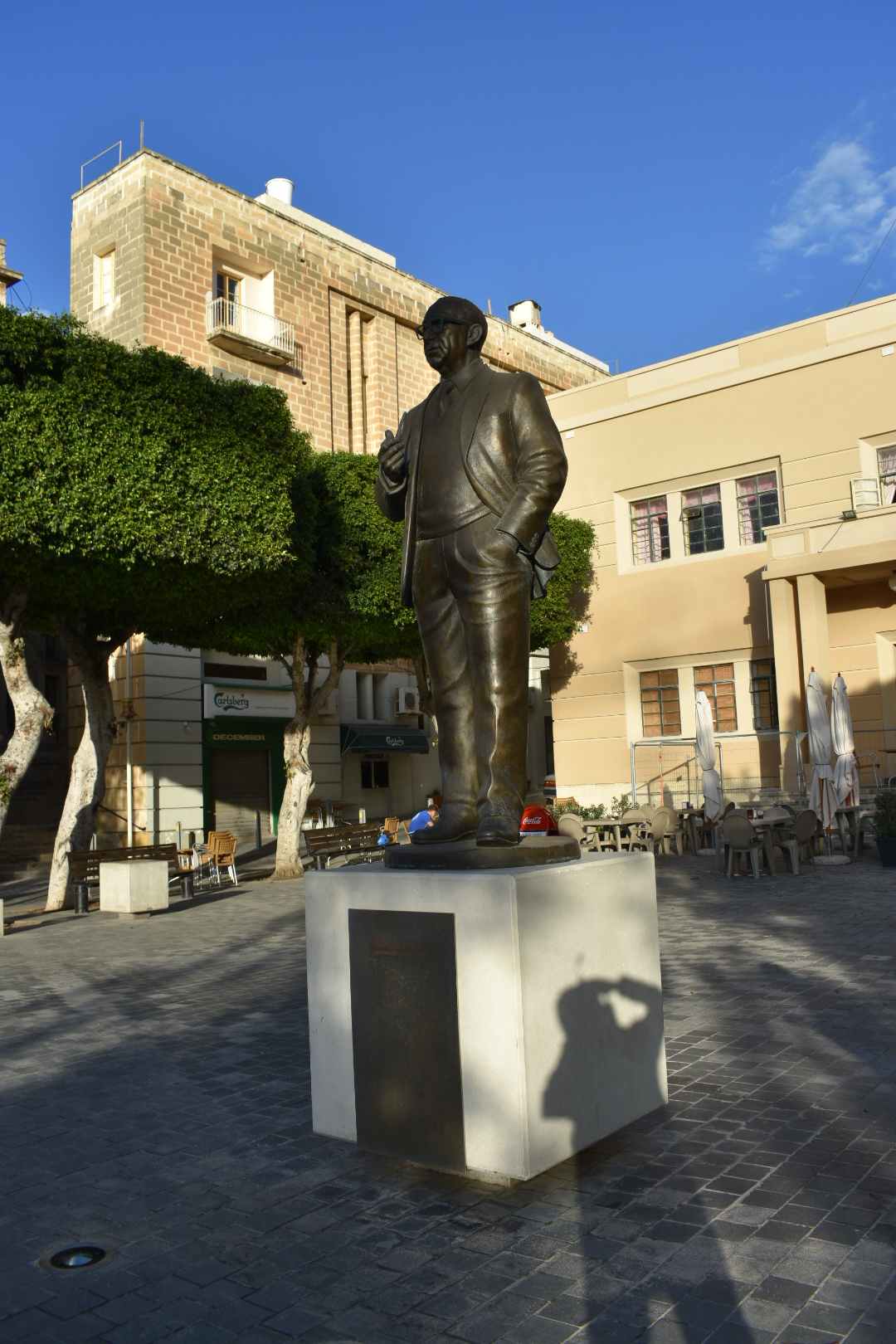
Monumento a Dom Mintoff sul lungomare di Cospicua

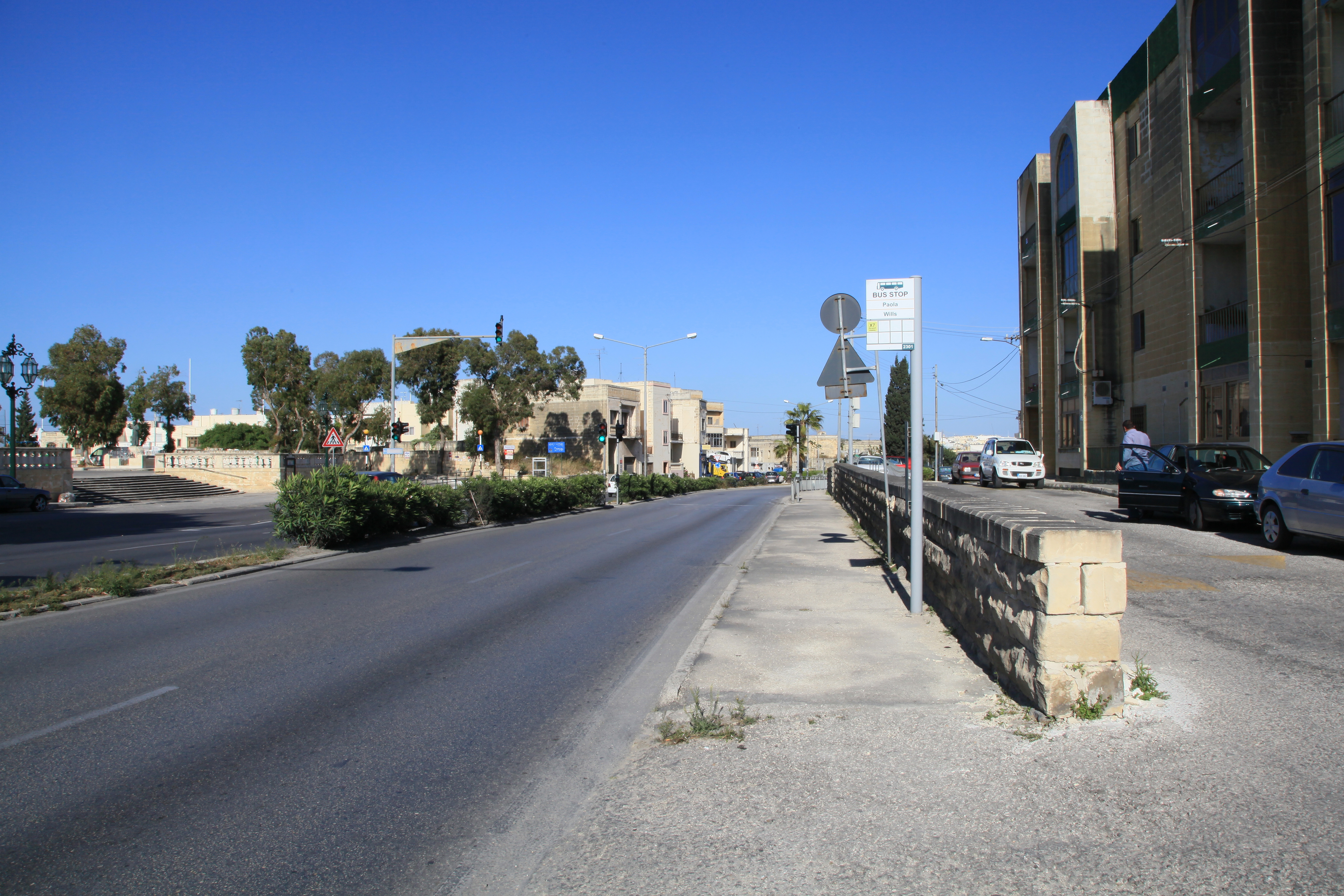
Dom Mintoff Road a Paola

Mentre generazioni di fedeli sostenitori continuano a dare credito a Mintoff con l'introduzione di prestazioni sociali come l'indennità per i figli, pensioni per due terzi, salario minimo e alloggi sociali, nonché la creazione di Air Malta, Sea Malta, la separazione tra chiesa e stato e la fine 200 anni di dominio coloniale britannico, i critici indicano la sua eredità di divisione e la violenza e i disordini che hanno caratterizzato il suo tempo in carica. I critici di Mintoff hanno inoltre sottolineato come un culto pervasivo della personalità sia stato mantenuto dopo la sua morte, soprattutto all'interno del partito laburista.
Una statua di Mintoff è stata inaugurata nella sua città natale Cospicua il 12 dicembre 2014. Il monumento è stato progettato dall'artista Noel Galea Bason.
Nel 2013, la piazza principale di fronte alla chiesa di Nostra Signora della Misericordia a Bir id-Deheb a Żejtun, è stata ribattezzata Misraħ Dom Mintoff.
Nel marzo 2016, Corradino Road (Triq Kordin) a Paola fu ribattezzata Dom Mintoff Road (Triq il-Perit Dom Mintoff).
Nell'agosto 2017 è stato lanciato un progetto per convertire una grande area verde nella città di Paola in un parco chiamato Ġnien Dom Mintoff.
Nel maggio 2018, un'altra statua di Mintoff è stata inaugurata in piazza di Castiglia a La Valletta direttamente di fronte all'ufficio del primo ministro.

## Onorificenze
- Premio internazionale Gheddafi per i diritti umani (2008)[25]
- Ordine della Repubblica di Libia (1971)
- Grand Cordon of Tunisia (1973)
- Ordine marocchino di Ouissam Alaouite (1978)[26]